# Episodi di I Dream
| nº | Titolo originale       | Titolo italiano              | Prima TV UK       | Prima TV Italia  |
| -- | ---------------------- | ---------------------------- | ----------------- | ---------------- |
| 1  | Why Me?                | Perché io?                   | 22 settembre 2004 | 2 gennaio 2007   |
| 2  | Just For The Record    | Una questione di fiducia     | 29 settembre 2004 | 9 gennaio 2007   |
| 3  | Hold The Front Page    | Pettegolezzi in prima pagina | 6 ottobre 2004    | 16 gennaio 2007  |
| 4  | Lifestyle              | Pantofole speciali           | 13 ottobre 2004   | 23 gennaio 2007  |
| 5  | Radio Radio            | Radio Avalon                 | 20 ottobre 2004   | 30 gennaio 2007  |
| 6  | Charity Record         | Provini                      | 27 ottobre 2004   | 6 febbraio 2007  |
| 7  | Oliver                 | Come Oliver Twist            | 3 novembre 2004   | 13 febbraio 2007 |
| 8  | Together               | Amiche                       | 10 novembre 2004  | 20 febbraio 2007 |
| 9  | Jay's Pirate Video     | Non saper dir di no          | 17 novembre 2004  | 27 febbraio 2007 |
| 10 | Rap-Unzel              | Il segreto di Calvin         | 24 novembre 2004  | 6 marzo 2007     |
| 11 | And The Living Is Easy | Senza più regole             | 1º dicembre 2004  | 13 marzo 2007    |
| 12 | Family                 | Famiglia                     | 8 dicembre 2004   | 20 marzo 2007    |
| 13 | Toone In Love          | Toone innamorato             | 15 dicembre 2004  | 27 marzo 2007    |

## Perché io?
- Titolo originale: Why me?
- Diretto da: Jonathan Winfrey
- Scritto da: Paul Dornan

### Trama
Felix, Ollie, Amy, Natalie e Khush ricevono un misterioso DVD. Dopo averlo inserito nel pc, guardano un video messaggio del professor Toone che li invita a partecipare ad uno stage presso la prestigiosa accademia musicale di Avalon Heights. Accettato l'invito, giungono alla sede della famigerata scuola, ma una domanda li tormenta: "perché io?". Dopo aver conosciuto di persona il professor Toone e gli altri due insegnanti della scuola, Patrick per la recitazione e Analie per la danza, visitano l'enorme edificio accompagnati da Toone.
Dopo aver seguito le prime lezioni, in cui spiccano le doti di ciascuno di loro nelle varie discipline, Amy e Natalie scoprono di non andare molto d'accordo. Khush e Ollie ascoltano di nascosto una conversazione tra Toone e Patrik e credono di essere stati presi in giro e che la loro permanenza lì sia destinata a finire presto. Ollie e Khush raggiungono gli altri in camera di Amy e discutono sull'accaduto. All'appello manca Natalie che in realtà sta origliando la conversazione.
La mattina seguente i cinque ragazzi prendono la decisione di lasciare Avalon Heights. Al cancello incontrano però il professor Toone che spiega loro che si è trattato di un terribile malinteso. Amy si scusa con Natalie per le discussioni avute in precedenza, ma la ragazza la sorprende ammettendo di non avere mai avuto l'intenzione di lasciare Avalon Heights: il suo sogno è diventare famosa!
Amy, Natalie, Khush, Felix e Ollie accolgono gli altri nuovi ragazzi ad Avalon: Frankie, Calvin, Jay, Aaron, Stacey, Rochelle, Hannah e Daisy.

## Una questione di fiducia
- Titolo originale: Just for the record
- Diretto da: Alma Cunningham
- Scritto da: Kieron Swift, Robin French

### Trama
Jay e Calvin, appena arrivati ad Avalon Heights, incontrano la bella Natalie della quale si infatuano entrambi. Lo stesso giorno il professor Toone assegna agli allievi il loro primo compito: potranno creare canzoni, coreografie, cortometraggi, in gruppo o da soli. Amy, abituata a lavorare sola, decide di comporre una canzone che ha come tema la fiducia. Intanto Jay e Calvin chiedono rispettivamente a Stacey e Frankie di parlare di loro a Natalie che, avendo saputo delle qualità artistiche dei due, chiede loro di aiutarla nel suo progetto.
Amy nel frattempo, in seguito a una brutta caduta che le ha procurato una slogatura del polso destro impedendole quindi di suonare, è costretta ad accettare l'aiuto di Felix.
L'amore per Natalie crea dissidi tra Jay e Calvin che non si rendono conto che Natalie li sta sfruttando. La collaborazione tra Amy e Felix non procede nel migliore dei modi: il ragazzo infatti crede che la canzone di Amy abbia bisogno di essere più "scomposta"; lei, dal suo canto, non ha alcuna voglia di accettare il consiglio. Di conseguenza Felix, avendo conservato una copia del nastro su cui è incisa la canzone, decide di modificarla da solo, registrandone una nuova versione. Mentre è nello studio di registrazione entra Natalie, che chiede a Felix come mai lui ed Amy non stiano collaborando; il ragazzo le spiega allora che Amy non vuole lavorare con lui, che invece la ritiene una bravissima cantante e musicista. Natalie spiega invece a Felix che Jay e Calvin sono per lei solo degli aiutanti e che si serve di loro per completare il suo progetto. Arrivato il giorno della presentazione del compito svolto Amy, introdotta la cassetta nel registratore, scopre che il nastro che lei possiede non è altro che l'audio di una prova del film di Khush e Aaron. Segue allora Felix in cortile urlandogli di sentirsi tradita da lui, soprattutto dopo essersene fidata. Felix allora le fa ascoltare la canzone modificata da lui in studio e la ragazza ne rimane sorpresa ma, al termine della musica, sul nastro si sente la conversazione avvenuta in precedenza tra Felix e Natalie. La ragazza viene smascherata e Jay e Calvin recuperano la loro amicizia. Amy e Felix chiariscono i loro dissidi mentre viene proiettato il film di Khush e Aaron: "La rumba della giustizia". Amy ammette che a volte è necessario fidarsi delle persone affinché loro si fidino d lei, chiede poi a Felix se pensa veramente che lei sia una cantante straordinaria, ma lui ritira tutto affermando che era solo un modo per incastrare Natalie.

## Pettegolezzi in prima pagina
- Titolo originale: Hold The Front Page
- Diretto da: Will Jackson
- Scritto da: Paul Dornan

### Trama
Mentre Khush, Amy e Natalie passeggiano sulla spiaggia chiacchierando sul loro stage presso Avalon Heights, una giornalista ascolta i loro discorsi e, fingendosi una donna un po' curiosa, con l'inganno convince Khush a rivelarle qualcosa in più sulla scuola di spettacolo, scoprendo che è stata frequentata da grandi musicisti, cantanti e attori. In questo modo il segreto di Avalon viene scoperto e mostrato al mondo, una miriade di giornalisti in cerca di un nuovo scoop assediano la scuola e, chi per un motivo, chi per un altro, ognuno degli allievi concede documentari ed interviste, ma vengono presi in giro leggendo su giornali scandalistici articoli poco veritieri e foto compromettenti. Solo grazie alla determinazione di Khush i ragazzi capiranno i loro errori, ma sarà già tardi: un nuovo scoop ha catturato l'attenzione dei giornalisti, non più interessati ad Avalon Heights.

## Pantofole speciali
- Titolo originale: Lifestyle
- Diretto da: Will Jackson
- Scritto da: Kim Fuller

### Trama
Il professor Toone invita i ragazzi a cambiare il loro stile di vita, Calvin crede allora di dover cambiare look chiedendo l'aiuto di Natalie e Frankie, le quali, dopo aver trasformato l'aspetto di Calvin, decidono di dare una mano anche allo stesso professor Toone. Non hanno idea però, quando buttano via delle vecchie pantofole dell'insegnante, di aver commesso un gravissimo errore. Intanto Felix chiede ad Amy qualche suggerimento sulla musica classica da ascoltare e Ollie, con l'aiuto di Khush, vuole imparare a danzare. Rochelle e Daisy desiderano cambiare il modo di fare di Patrick, che però le sorprende facendolo lui per primo. Natalie e Frankie scoprono che quelle pantofole erano per Toone un regalo speciale: appartenevano al grande Elvis. Così, armate di guanti e tanta forza di volontà, frugano tra i cassonetti della spazzatura ritrovando le pantofole del professor Toone.

## Radio Avalon
- Titolo originale: Radio radio
- Diretto da: Jonathan Winfrey
- Scritto da: Amanda Swift

### Trama
Khush deve presentare il programma radiofonico della scuola, ma ha paura di non esserne in grado; Felix vorrebbe condurre lo stesso programma quindi, quando riceve un categorico "no", crea un suo programma personale condotto da una barca sul lago. Dopo i primi vani tentativi, l'originalità di Khush convince i compagni ad ascoltare la sua trasmissione. Felix si sente demoralizzato per il fatto che i suoi amici preferiscano Khush a lui, ne parla quindi con il professor Toone dicendosi in realtà molto insicuro del proprio talento. Quando il periodo di prova di Khush alla radio giunge a termine, è proprio Felix a sostituirla.

## Provini
- Titolo originale: Charity record
- Diretto da: Alma Cunningham
- Scritto da: Elly Brewer

### Trama
L'episodio ha inizio nell'aula di recitazione di Patrick che chiede a Natalie di interpretare uno dei ruoli secondari del musical di Romeo e Giulietta. Quando la ragazza afferma di essere più adatta al ruolo della protagonista, l'insegnante la contraddice mortificandola. Ha inizio per Natalie una lotta per dimostrare a Patrick che si sbaglia. Nel frattempo Amy e Frankie si recano presso un bellissimo parco naturale, con uno stagno pieno di rane gracidanti. Alle due si aggiunge anche Calvin. Quando i ragazzi scoprono che quel parco sta per essere distrutto per trasformarlo in zona industriale, cercano in tutti i modi di evitarlo. Patrick e Toone discutono sull'andamento scolastico di Natalie trovandosi in disaccordo: Toone infatti è certo che la ragazza abbia talento. La teoria di Toone trova fondamento quando Natalie si scopre essere l'unica ad avere un'idea brillante per salvare il parco. Solo lei infatti capisce che l'unico modo per vendere il CD realizzato dal resto dei ragazzi di Avalon Heights (un CD di beneficenza per raccogliere fondi a favore del parco naturale) è parlarne alla radio per poi esibirsi sulla spiaggia, di fronte ai bagnanti. Perfino Amy, dapprima riluttante all'idea, cambia opinione quando si accorge del successo dell'iniziativa.

## Come Oliver Twist
- Titolo originale: Oliver
- Diretto da: Will Jackson
- Scritto da: Kim Fuller

### Trama
Ollie parla del suo amore per il racconto "Oliver Twist", così Felix lo invita a scommettere di riuscire a vivere una settimana come ai tempi in cui è ambientata la storia. Ollie accetta la scommessa e si trasferisce per una settimana intera in un vecchio capanno abbandonato insieme a Frankie, Khush, Stacey e Jay. Mentre tutti gli altri iniziano ad allontanarsi da Felix a causa del suo comportamento arrogante e presuntuoso, Ollie rischia di perdere la scommessa quando Stacey accusa sintomi influenzali. I ragazzi però non si fanno abbattere e riescono a superare brillantemente la prova.

## Amiche
- Titolo originale: Together
- Diretto da: Alma Cunningham
- Scritto da: Kieron Quirke, Robin French

### Trama
La figlia di un famoso produttore chiede a Stacey di cantare al party organizzato in occasione del compleanno del padre. Quando Stacey viene a sapere della fama di cui il produttore, Jack Smith, gode, spaventata, è tentata a rinunciare. Natalie riesce a farle cambiare idea proponendo di cantare insieme a lei. Amy non vede di buon occhio questa collaborazione e cerca di far cambiare idea a Stacey: è convinta che la ragazza debba cavarsela da sola. Si unisce però anche lei al gruppo quando Stacey resta decisa a non esibirsi da sola. Purtroppo le divergenze tra Amy e Natalie non cessano di esistere e Stacey scioglie il gruppo. Nel frattempo Jay e Calvin, desiderosi anch'essi di esibirsi di fronte a un produttore del calibro di Jack Smith, indicono dei provini per cercare un terzo membro per il loro gruppo. Non ottenendo buoni risultati decidono di cantare soli con il loro amici Aaron. Uno dei pretendenti al ruolo di terzo membro della boy band però non demorde, così Jay e Calvin sono costretti a prenderlo. Alla festa di compleanno di Jack Smith Aaron, Jay e Calvin scopriranno che il ragazzo, di nome Magnus, altri non è che il figlio dello stesso Jack. Dopo la loro esibizione è Natalie a salire sul palco, ma quando inizia a cantare inciampa e cade a terra. Malgrado le discussioni ci penseranno Amy e Stacey ad aiutarla. Jack Smith, colpito dall'esibizione, offre loro un contratto, ma il pensiero di trascorrere tre mesi insieme in tournée fa scappare Amy e Stacey a gambe levate, rifiutando il contratto.

## Non saper dir di no
- Titolo originale: Jay's pirate video
- Diretto da: Alma Cunningham
- Scritto da: Elly Brewer

### Trama
Patrick dà a Jay l'idea di girare un cortometraggio su un video pirata. Il ragazzo vorrebbe che Lady Natasha, la protagonista del film, venisse interpretata da Amy, ma la ragazza rifiuta. Quando durante la lezione successiva con il professor Toone ad Amy viene detto di non saper ascoltare gli altri, lei scopre ad un tratto di aver perso la voce. Chiede consiglio al suo professore che le fa capire che forse il suo problema è dovuto al non saper ascoltare le sue emozioni. Intanto Jay cerca di preparare il suo video sui pirati con pochi amici. Ma quando tutti cercano in ogni modo di entrare a farne parte, Jay decide di non girare più il suo corto. Amy nel frattempo si reca sulla scogliera, ma sfortunatamente cade fratturandosi la caviglia. Ha perso la voce e non può gridare aiuto, ma fortunatamente per lei Jay la vede e cerca di aiutarla. Purtroppo però non ce la fa e i due restano intrappolati sulla scogliera. Jay allora ne approfitta per confidare ad Amy il suo stato d'animo. Il suo problema è il non riuscire a dire "no" agli amici che gli chiedono qualsiasi cosa. Amy allora, che nel frattempo riacquista la voce, gli consiglia di gridare quello che non è mai riuscito a dire ad alta voce. Felix e Ollie, che si trovano nei paraggi, sentono l'urlo di Jay e aiutano gli amici a tornare ad Avalon.
Finalmente Jay riesce a dire di no, così decide di girare il film a modo suo, senza le aggiunte dei suoi compagni.

## Il segreto di Calvin
- Titolo originale: Rap-Unzel
- Diretto da: Jonathan Winfrey
- Scritto da: Amanda Swift

### Trama
Patrick informa gli allievi che, per il modulo dedicato al teatro musicale tradizionale, dovranno interpretare "Raperonzolo". Calvin ha già imparato le battute del principe e i compagni si chiedono il perché. Frankie pensa che sia dislessico. Infatti quando Felix propone di far diventare la fiaba un rap, Calvin si oppone. I ragazzi esprimono a patrick la loro proposta, che, anche se con un po' di iniziale titubanza, viene approvata dall'insegnante. Ollie decide di cimentarsi come regista. Dà a Calvin il ruolo di narratore, scoprendo così che il ragazzo ha bisogno di occhiali speciali per leggere. Amy e Felix hanno qualche problema nell'interpretare Raperonzolo e il principe. Impareranno a fingere di amarsi e ad essere professionali per il successo dello spettacolo, così come Natalie accetterà di interpretare la strega cattiva.

## Senza più regole
- Titolo originale: And the living is easy
- Diretto da: Alma Cunningham
- Scritto da: Paul Dornan

### Trama
Felix è stanco della severità di Patrick, così con la complicità dei compagni decide di non seguire più le regole della scuola: niente più lezioni di canto, ballo e recitazione; ognuno può fare ciò che vuole, quando vuole e con chi vuole. Contrariato Patrick lascia la sua cattedra di insegnante di recitazione ad Avalon Heights e nella scuola inizia a regnare il caos più totale. Mentre gli altri ragazzi capiscono di stare sprecando una grande opportunità, Felix rimane fermo nelle sue convinzioni. Solo parlare con l'odiato Patrick gli farà cambiare idea, ed entrambi riacquisteranno il loro ruolo nella scuola di Avalon Heights.

## Famiglia
- Titolo originale: Family
- Diretto da: Alma Cunningham
- Scritto da: Kim Fuller

### Trama
Ollie non ha un bel rapporto con i suoi genitori. Il padre vorrebbe che diventasse un avvocato o un politico e né lui che la madre condividono la sua passione per l'arte. La famiglia diviene quindi lo spunto per una prova di improvvisazione. Ignaro che i suoi genitori siano lì per volere di Toone, Ollie esprime il suo disagio durante la prova di recitazione. In questo modo Ollie riuscirà ad ottenere l'attenzione che i suoi genitori non gli davano da tempo. Intanto Amy e Frankie aiutano Stacey con il suo problema: il non riuscire a piangere o a commuoversi come le altre ragazze.

## Toone innamorato
- Titolo originale: Toone in love
- Diretto da: Alma Cunningham
- Scritto da: Paul Dornan

### Trama
L'edificio scolastico cade a pezzi, ma non ci sono fondi per ristrutturarlo. Toone decide quindi di prendersi un periodo di vacanza prima di trovare il modo di risolvere questa spiacevole situazione. Quando torna dalla sua breve vacanza, porta con sé una novità: è in procinto di sposare Lollie. Come regalo di matrimonio Amy e Felix vogliono creare una canzone d'amore, il che li avvicinerà in modi inaspettati. Natalie è l'unica che non vede di buon occhio la relazione tra Toone e Lollie, per questo, con l'aiuto di Amy, cerca notizie che possano inchiodare la donna. Scoprono che Lollie è una truffatrice e vuole sposare il professore solo per mettere le mani sul suo patrimonio e su Avalon Heights. Lollie scopre cosa Natalie ed Amy hanno intenzione di fare e le chiude a chiave in una stanza alla "Lollie Prop". Grazie alla loro collaborazione Amy e Natalie si liberano in tempo per smascherare Lollie e salvare il futuro di Avalon Heights. La scuola riceve una cospicua donazione da parte di un ex allievo. I festeggiamenti sono d'obbliogo e finalmente, mentre tutti si muovono a ritmo di musica, Felix confessa ad Amy di essere innamorato di lei e la bacia.